# 2 Pallas
A 2 Pallas egy, a kisbolygóövben található kisbolygó. Heinrich Wilhelm Matthäus Olbers fedezte fel 1802. március 28-án, és a nevet is ő adta. A harmadik legnagyobb tömegű test a kisbolygóövben, az egész öv tömegének 7%-át foglalja magában.
A Pallast a Ceresszel, a Junóval és a Vestával együtt bolygónak tartották a többi kisbolygó felfedezéséig. Lehetséges, hogy a Pallast a jövőben törpebolygónak minősítik, de csak akkor, ha a megfigyelések bizonyítják, hogy alakja megfelel a hidrosztatikus egyensúlynak.

## Nevének eredete
Nevét Pallasz után kapta, aki Tritón lánya volt és Athéné barátja a görög mitológiában. Számos férfi is viselte ezt a nevet, de az első aszteroidák kizárólag női nevet kaptak.
A Pallas csillagászati és asztrológiai jele  vagy néha .